# Hradečno (tvrz)
Hradečno (též Starý zámek nebo Starý hrad) je zaniklá tvrz na okraji stejnojmenné obce v okrese Kladno. Byla postavena nejspíše ve čtrnáctém století neznámým stavebníkem a před polovinou šestnáctého století zanikla. Dochovalo se po ní tvrziště, které je od roku 1967 chráněno jako kulturní památka.

## Historie
Z doby existence tvrze se o ní nedochovaly žádné zprávy. První písemná zmínka o vesnici se nachází v dohodě o rozdělení smečenského panství mezi Hynka Bořitu z Martinic a jeho strýce. Tvrz byla poprvé zmíněna v roce 1542, ale to už byla pustá. Je možné, že byla postavena ve třináctém nebo čtrnáctém století a roku 1413 snad patřila Hanušovi z Neprobylic seděním na Hradčanech, ale je možné, že jeho přídomek se vztahoval k pražským Hradčanům.

## Stavební podoba
Staveništěm tvrze se stal ostroh mezi Šternberským potokem a jeho bezejmenným pravostranným přítokem. Ostroh byl ze tří stran obklopen dvěma rybníky. Z horního rybníka se dochovala hráz v lese pod ostrožnou na jižním okraji příkopu, zatímco z hráze většího rybníka zůstal jen krátký úsek s přepadem jihovýchodně od tvrziště.
Jádro tvrze chránil šíjový příkop široký 15–19 metrů a deset metrů hluboký. Před ním se nacházelo neopevněné předhradí s dochovaným úsekem cesty a prohlubněmi, které mohou být pozůstatky staveb. Jádro mělo lichoběžníkový půdorys. Čelní strana byla široká 19,5 metru a směrem k severovýchodu se plošina zužovala až na šířku deseti metrů. Nad příkopem stával v čele jádra palác, za kterým se na zbytku o něco níže položené plošiny nacházelo nádvoří. Přístupová cesta vedla po mostě přes příkop a vyústila na malé plošině v jižním nároží jádra, odkud pokračovala úzkým parkánem podél východní hradby k bráně do nádvoří. Závěr ostrožny je oddělen druhým, až patnáct metrů širokým, příkopem, ve kterém se propojovaly hladiny obou rybníků. Tzv. Malý Starý zámek za příkopem, dříve považovaný za baštu, je nejspíše reliktem rybniční hráze.

## Přístup
Tvrziště je volně přístupné. Nachází se na okraji střední části vesnice a vede kolem něj lesní cesta, po které je vedena zeleně značená turistická trasa ze Smečna k rozcestníku Obora jihozápadněš od vesnice.